# الاتحاد الدولي لكرة القاعدة والكرة اللينة
الاتحاد الدولي لكرة القاعدة والكرة اللينة ( WBSC ؛ (بالفرنسية: Confédération internationale de baseball et softball)‏ ) هي الهيئة الإدارية الدولية المشرفة على رياضات البيسبول والكرة اللينة. تم تأسيسها في عام 2013 من خلال اندماج الاتحاد الدولي للبيسبول (IBAF) والاتحاد الدولي للكرة اللينة (ISF)، وهما الهيئات الإدارية الدولية السابقة للبيسبول والكرة اللينة. تحت الهيكل التنظيمي لـ WBSC، يعمل كل من IBAF و ISF الآن كقسم البيسبول وقسم الكرة اللينة في WBSC. كل قسم تحكمه لجنة تنفيذية، في حين أن WBSC يحكمها مجلس تنفيذي.
تم منح WBSC، التي يقع مقرها الرئيسي في بولي، سويسرا، الاعتراف بها باعتبارها السلطة العالمية المختصة الوحيدة لكل من رياضات البيسبول والكرة اللينة من قبل اللجنة الأولمبية الدولية في الدورة 125 للجنة الأولمبية الدولية في 8 سبتمبر 2013.
يضم WBSC ما مجموعه 208 عضوًا من الاتحادات الوطنية لـ 141 دولة ومنطقة عبر آسيا وإفريقيا والأمريكتين وأوروبا وأوقيانوسيا. يتم أيضًا تضمين منظمات البيسبول المحترفة وكذلك المنظمات الشبابية وتشكل ذراعًا لـ WBSC كأعضاء منتسبين.
بصفته الهيئة الحاكمة المعترف بها في لعبة البيسبول / الكرة اللينة، فإن WBSC مكلف بالإشراف على جميع المسابقات الدولية ويمتلك الحقوق الحصرية لجميع المسابقات والبطولات وبطولات العالم التي تضم الفرق الوطنية. تمتد هذه الحقوق لتشمل الألعاب الأولمبية، مع عودة البيسبول والكرة اللينة إلى البرنامج الأولمبي لألعاب 2020. يمتلك أعضاء WBSC الحق في تنظيم واختيار الفرق الوطنية. تنطبق هذه السلطة الحصرية لـ WBSC وأعضائها في كل دولة مكونة لمعاقبة وتنظيم رياضة البيسبول في 141 منطقة يوجد فيها اتحاد وطني مرتبط بـ WBSC.
اندلعت المناقشات لدمج الهيئات الحاكمة للبيسبول والكرة اللينة بسبب مذكرة تفاهم شهدت اتفاق قادة البيسبول والكرة اللينة على تشكيل محاولة مشتركة لإضافتها إلى البرنامج الرياضي للألعاب الأولمبية 2020.  

## روابط خارجية
- الموقع الرسمي